# Gleboryjec dziobogłowy
Gleboryjec dziobogłowy (Atractaspis duerdeni) – gatunek jadowitego węża z rodziny gleboryjcowatych (Atractaspididae).
Najdłuższa zanotowana samica mierzyła 51,2 centymetra, samiec 44 centymetry. Ciało w kolorze od czarno-brązowego do szarego, brzuch kremowy lub biały.
Występują w izolowanych populacjach w Afryce Południowej – na terenie południowo-wschodniej Botswany, centralnej Namibii i północnej RPA.